# Га-Міфрац (вокзал)
32°47′32″ пн. ш. 35°02′02″ сх. д. / 32.79222222° пн. ш. 35.03388889° сх. д.
Центральний вокзал «Га-Міфрац» (івр. מרכזית המפרץ, Мерказіт Га-Міфрац) — найбільший транспортно-пересадковий вузол Хайфи. Він об'єднує залізничні станції «Мерказіт Га-Хоф» та «Мерказіт Га-Емек», міжміський автовокзал, станцію міських автобусів і Метроніта та канатну дорогу до Техніону та університету Хайфи.
В майбутньому також має обслуговувати легкорейковий транспорт до Назарету.
Новий транспортний термінал було відкрито 1 липня 2018 року, але подальша робота також була проведена у 2019 році.